# Donald Washington (giocatore di football americano)
Donald David Washington III (Indianapolis, 28 luglio 1986) è un ex giocatore di football americano statunitense che ha miltato della National Football League (NFL) e nella Canadian Football League (CFL).

## Carriera

### Carriera universitaria
Ha giocato con gli Ohio State Buckeyes squadra rappresentativa dell'Università statale dell'Ohio.

### Nella NFL
Alla NFL Combine si è classificato 1º al Vertical Jump con 1 metro e 14 centimetri e 1º al Broad Jump con 3 metri e 43 centimetri.

### Con i Kansas City Chiefs
Al draft NFL 2009 è stato selezionato come 102a scelta dai Kansas City Chiefs. Ha debuttato nella NFL il 13 settembre 2009 contro i Baltimore Ravens indossando la maglia numero 20. 
L'anno successivo ha cambiato il ruolo è passato come free safety e ha scelto il numero di maglia 27.

## Statistiche
| Partite totali             | 20 |
| Partite totali da titolare | 2  |
| Tackle totali              | 27 |
| Intercetti fatti           | 0  |
| Fumble forzati             | 0  |
| Fumble recuperati          | 0  |